# Untermühle (Bad Liebenwerda)
Untermühle ist ein Wohnplatz der Stadt Bad Liebenwerda im Landkreis Elbe-Elster in Brandenburg.

## Geografische Lage

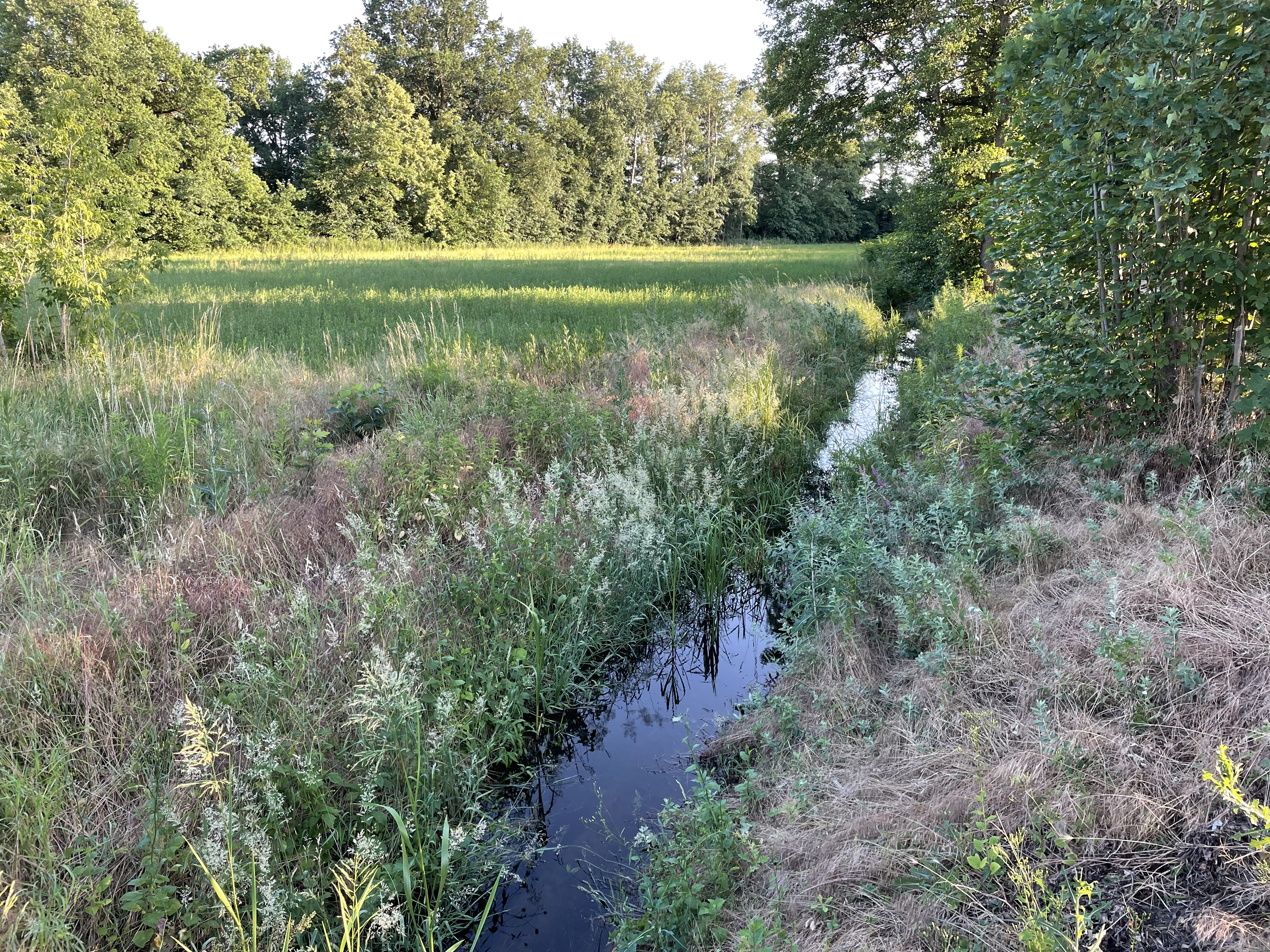
Mühlgraben Dobra

Der Wohnplatz liegt im westlichen Bereich des Ortsteils Dobra und damit rund drei Kilometer östlich des Stadtzentrums direkt am Mühlgraben Dobra. Im östlichen Bereich des Ortsteils befindet sich der Wohnplatz Obermühle. Die südlich des Wohnplatzes gelegenen Flächen sind bewaldet, die westlich und nördlich gelegenen Flächen werden vorzugsweise landwirtschaftlich genutzt. Das Gelände der Obermühle liegt auf rund
95 m ü. NHN Metern und fällt nach Osten hin auf rund 90 Meter ab.

## Geschichte
Der Ortsbeirat Dobra weist darauf hin, dass es sich bei der Ober- und Untermühle um zwei der ältesten Mühlenstandorte der Region handele, die bereits im Jahr 1505 erwähnt wurden. Die Eigentümer nutzten das Wasser, das aus dem Schweißgraben Maasdorf zufloss und errichteten aus mehreren Lehmschichten einen Graben, dessen Pegelstand durch Stauwerke und Umfluter reguliert werden konnte. Offenbar kam es dabei auch zu Streitigkeiten mit dem Obermüller. Das Wasser der Untermühle wurde genutzt, um Getreide zu mahlen, Futtermittel herzustellen und Öl zu produzieren. Mit Beginn des Zweiten Weltkriegs wurde der Mahlbetrieb eingestellt; das Bauwerk verfiel. Die Untermühle wurde zu einem Wohnhaus umgebaut und ist im 21. Jahrhundert nicht mehr als Mühle erkennbar.